# Іваницька Марфа Кирилівна
Марфа Кирилівна Іваницька (1865, с. Обтове (нині Конотопського району, Сумської області) — 1954, там само) — український педагог, вихователька трьох поколінь, яка близько 67 років свого життя присвятила навчанню дітей села Обтове Кролевецького району. Кавалер ордена Леніна (1952). Заслужений вчитель Української РСР (1952).

## Біографія
Марфа Кирилівна народилася в 1865 році. В 1884 році закінчила Чернігівське єпархіальне жіноче училище. У 1884—1950 роки працювала вчителем в школі с. Обтове. За все своє життя тільки три рази виїздила далеко з Обтова — двічі до Москви, провідувала брата і одного разу до Криму; загалом ці поїздки зайняли два з половиною місяці. Померла Марфа Кирилівна у 1954 році у віці 89 років

## Досягнення
У 1884 році земство будує і відкриває земську однокласну школу. Першою вчителькою цієї школи була Марфа Кирилівна Іваницька. 20 липня 1884 року в с. Обтове біля шкільного будинку зупинилася підвода. Висока дев'ятнадцятирічна сіроока дівчина зіскочила з неї і легко збігла по східцях. Вона вирішила присвятити себе праці народної вчительки. Знала, що саме тут найбільше потрібна буде і стане корисною.
В нелегких умовах довелося їй працювати, але Марфа Кирилівна приклала всі зусилля. Позитивну оцінку роботи учительки дав голова Кролевецької училищної ради В.Рудницький при Кролевецьких земських зборах в своєму черговому звіті 27 вересня 1900 року. «В Обтовском училище успехи превосходны. У учащихся ревностное желание научиться, прекрасное сознательное чтение, бойкое оживленное решение задач. Подробностей говорить и не к чему: учительница Марфа Кириловна Иваницкая — одна из шести истинньых пионеров просвещения. Удостоверяю еще раз, что у нее учащиеся научаются справляться с книгой и могут читать и читают не только для себя, но и для других».
Коли Марфа Кирилівна заходила до хат, на неї з усіх кутків дивилися злидні й неуцтво. Треба було не просто бачити дітей — треба було боротися за кожного хлопчика і дівчинку, щоб вони вчилися навіть тоді, коли не було взуття. І не лише з цим доводилося боротися: власна недосвідченість, страшенна тіснота в кімнаті, де згодом довелося проводити навчання з чотирма класами, доноси священика, незадоволеного з того, що молода вчителька не водила дітей до церкви, і відсутність книжок, і приїзд станового пристава, який поперекидав усі речі в кімнаті Марфи Кирилівни та забрав книжки, написані українською мовою. Всі ці перепони треба було долати.
Марфа Кирилівна організувала недільні читання в своєму селі, допомогла згодом відкрити бібліотеку (першу в Кролевецькому повіті). Вона була вчителем і наставником для 3000 учнів. І це вони звертаються словами: Мов на світанку, в ясному натхненні Найкращі згадавши слова, В небо пустила зграю численну Мудра й дбайлива рука, І про гніздо, де навчились літати, Славу розносять орли, Ось через що і вітають орлята, І линуть до тебе листи.

## Нагороди
Самовіддана і бездоганна праця в галузі народної освіти Марфи Кирилівни Іваницької одержала гідну оцінку. У 1948 році їй було присвоєно звання заслуженої вчительки УРСР з врученням ордена Леніна та призначена персональна пенсія.

## Вшанування пам'яті
Вдячні нащадки М. К. Іваницької 1 вересня 2003 року, вшановуючи працю та пам'ять учительки, відкрили меморіальну таблицю на стіні школи.